# Aramides ypecaha
Il rallo ypecaha o rallo boschereccio gigante (Aramides ypecaha (Vieillot, 1819)) è un uccello della famiglia dei Rallidi originario delle regioni sud-orientali del Sudamerica.

## Descrizione
Il rallo ypecaha misura circa 35 cm di lunghezza e gli esemplari adulti possono raggiungere i 1100 g di peso. Presenta la parte dorsale del collo di colore castano o rossiccio, diversamente da quella grigia del rallo della Cajenna; il dorso è bruno-castano, e la parte anteriore del collo e quella superiore del petto sono grigie. Diversamente dal rallo boschereccio collogrigio, che ha il petto di colore castano-rossiccio, esso presenta le regioni inferiori di colore cannella-rosato. La base del becco è arancione, la sua regione centrale è gialla, mentre l'estremità è verdognola. L'iride è rossa. La coda ha la parte superiore grigia. Le zampe sono rosee. Non è presente dimorfismo sessuale.

## Distribuzione e habitat
Il rallo ypecaha vive nelle paludi e nelle formazioni a mangrovie del Brasile sud-orientale, del Paraguay, dell'Uruguay e dell'Argentina nord-orientale.

## Biologia
Il rallo ypecaha emette un richiamo caratteristico, al quale fa riferimento il suo nome scientifico: ipeacaá-ipecaá. Questo richiamo è molto stridulo e si ode soprattutto all'alba e al tramonto. Vive nelle foreste associate a zone umide, nelle quali corre a rifugiarsi al minimo segnale di pericolo, dato che è un animale molto timido. Tuttavia si incontra anche ai bordi delle strade, nei campi o tra gli arbusti, ove si sente al sicuro. Caratteristica particolarmente notevole di questa specie è quella di imitare i richiami emessi da altri animali. Non è una specie minacciata, ma ultimamente le sue popolazioni sono in diminuzione.
La dieta del rallo ypecaha è piuttosto varia, e comprende insetti, pesci, crostacei e piccoli vertebrati.
Nidifica un'unica volta all'anno, deponendo 5 o 6 uova. I piccoli sono nidifugi.